# Campanularia volubilis
Campanularia volubilis är en nässeldjursart som först beskrevs av Carl von Linné 1758.  Campanularia volubilis ingår i släktet Campanularia och familjen Campanulariidae. Arten är reproducerande i Sverige. Inga underarter finns listade i Catalogue of Life.